# Santa Claus, Indiana
Santa Claus är en ort (town) i Spencer County i den amerikanska delstaten Indiana. Ursprungligen var det tänkt att döpa orten till Santa Fe men Santa Claus valdes för att undvika förväxling med en annan ort. Nöjesparken Holiday World är en av ortens sevärdheter.